# Nancy (With the Laughing Face)
Nancy (with the Laughing Face) è un brano musicale composto nel 1942 da Jimmy Van Heusen, con testo di Phil Silvers, intitolato, originariamente, Bessie (With The Laughing Face). Fu inciso da Frank Sinatra nel 1944. Negli anni è stato reinterpretato da numerosi artisti, tra i quali Tony Bennett, John Coltrane e Ray Charles.

## Esecuzioni notevoli
- Pharoah Sanders, William Henderson, Stafford James, Eccleston W. Wainwright  - Welcome to Love (1991)
- Cannonball Adderley, Bill Evans, Percy Heath, Connie Kay - Know What I Mean? (1961)
- Karrin Allyson - Ballads: Remembering John Coltrane (2001)
- Tony Bennett - Perfectly Frank (1992)
- Corry Brokken - Voor Nancy (1971)
- Ray Charles - Dedicated To You (1961)
- John Coltrane - Ballads (1962)
- Kurt Elling - Dedicated to You: Kurt Elling Sings the Music of Coltrane and Hartman (2009)[2]
- The Fleetwoods - Softly (1961)
- The Four Freshmen - Voices in Standards (1996), Four Freshmen And Five Saxes/The Four Freshmen and Five Guitars (1998)
- Grant Green - The Complete Quartets with Sonny Clark (1962)
- The Johnny Mann Singers - The Songs of Sinatra (1962)
- Flip Phillips - Phillips Head (1975)
- Frank Sinatra - Sinatra's Sinatra (1963)
- Ben Webster - The Warm Moods (1961)
- Paul Desmond - The Paul Desmond Quartet - Live (1975)
- Oscar Peterson - Nigerian Marketplace (1981)
- Mark Tremonti - Mark Tremonti sings Sinatra (2022)